# Heinz-Dieter Zeh
Heinz-Dieter Zeh (8. května 1932 – 15. dubna 2018) byl německý fyzik, emeritní profesor na Univerzitě Heidelberg a teoretický fyzik. Je autorem kvantové interpretace mnoha myslí a objevitel dekoherence, kterou popsal ve své práci z roku 1970.
Vystudoval na univerzitě v Heidelbergu pod vedením J. Hanse D. Jensena jadernou fyziku. V letech 1964 až 1965 působil jako asistent na Kalifornském technologickém institutu. V letech 1965 a 1967 až 1968 poté na Kalifornské univerzitě v San Diegu. Později se stal profesorem v Heidelbergu.
Od roku 1960 se zabýval základními problémy kvantové mechaniky, zejména interpretací mnoha světů jejímž autorem je Hugh Everett. Zabýval se ovšem rovněž i vnímáním času (šipky času) ve fyzice.